# Triticeae
Triticeae Dumort. é uma tribo da subfamília Pooideae.

## Gêneros
Os géneros incluídos nesta tribo são:
- Aegilops
- Agropyron
- Amblyopyrum
- Australopyrum
- Cockaynea
- Crithopsis
- Dasypyrum
- Elymus
- Elytrigia
- Eremopyrum
- Festucopsis
- Henrardia
- Heteranthelium
- Hordelymus
- Hordeum
- Hystrix
- Kengyilia
- Leymus
- Lophopyrum
- Malacurus
- Pascopyrum
- Peridictyon
- Psathyrostachys
- Pseudoroegneria
- Secale
- Sitanion
- Taeniatherum
- Thinopyrum
- Triticum